# Campeonato de Segunda División 1925 de la AAmF (Argentina)
El Campeonato de Segunda División 1925 fue el vigésimo séptimo torneo de Segunda División y el vigésimo sexto campeonato de la tercera categoría. Fue el séptimo organizado por la Asociación Amateurs de Football.
Los nuevos participantes fueron: Buenos Aires Central, que regresó tras su última intervención en la temporada 1923; y los nuevos afiliados Gerli, Perla del Plata, San Andrés y Sarandí.
El torneo consagró campeón por primera vez en su historia a Perla del Plata, tras vencer por 3 a 1 a Palermo III en la final, y obtuvo el ascenso.
Por su parte, el torneo de la Asociación Argentina fue ganado por Balcarce II.

## Ascensos y descensos
| Pos.  | Ascendidos a División Intermedia 1925 |
| ----- | ------------------------------------- |
| Red.  | Bella Vista                           |
| ZO    | Unidos                                |
| Prom. | Sp. San Isidro                        |

| Descendidos de División Intermedia 1924 |
| --------------------------------------- |
| No hubo                                 |

| Afiliados            |
| -------------------- |
| Buenos Aires Central |
| Gerli                |
| Perla del Plata      |
| San Andres           |
| Sarandí              |

| Desafiliados |
| ------------ |
| Sarmiento    |

### Incorporaciones
| Incorporados           |
| ---------------------- |
| Atlanta III            |
| Ferro Carril Oeste III |

| Retirados                   |
| --------------------------- |
| Barracas Central III        |
| Sp. Buenos Aires III        |
| Sp. Buenos Aires IV         |
| Estudiantes III             |
| Estudiantes de La Plata III |
| Nacional (VS) III           |
| Platense III                |
| San Lorenzo de Almagro III  |

El número de participantes disminuyó a 16.

## Sistema de disputa
Los participantes fueron divididos en dos zonas geograficas, una de siete equipos y otra de nueve equipos, donde se enfrentaron bajo el sistema de todos contra todos a dos ruedas.

### Ascensos
El ganador de cada zona avanzó a la final, donde se enfrentaron a único partido. El ganador se consagró campeón y obtuvo el ascenso.

## Equipos participantes
| Equipo                          | Ciudad       |
| ------------------------------- | ------------ |
| Atlanta III                     | Buenos Aires |
| Buenos Aires Central            | Buenos Aires |
| Ferro Carril Oeste III          | Buenos Aires |
| Floresta                        | Buenos Aires |
| Gerli                           | Gerli        |
| Gimnasia y Esgrima La Plata III | La Plata     |
| Independiente III               | Avellaneda   |
| Lanús III                       | Lanús        |
| La Porteña                      |              |
| Palermo III                     | Buenos Aires |
| Perla del Plata                 | Dock Sud     |
| Racing III                      | Avellaneda   |
| River Plate III                 | Buenos Aires |
| San Andrés                      |              |
| Sarandí                         | Sarandí      |
| Tigre III                       | Tigre        |

## Zona Norte

### Tabla de posiciones
| Pos. | Equipo                 | Pts. | J  | G  | E | P  | GF | GC | DG |
| ---- | ---------------------- | ---- | -- | -- | - | -- | -- | -- | -- |
| 1.º  | Sp. Palermo III        | 23   | 12 | 11 | 1 | 0  | 17 | 2  | 15 |
| 2.º  | Ferro Carril Oeste III | 16   | 12 | 8  | 0 | 4  | 6  | 6  | 0  |
| 3.º  | Tigre III              | 11   | 12 | 5  | 1 | 6  | 8  | 7  | 1  |
| 4.º  | San Andrés             | 11   | 12 | 5  | 1 | 6  | 10 | 15 | -5 |
| 5.º  | River Plate III        | 10   | 12 | 6  | 0 | 6  | 6  | 8  | -2 |
| 6.º  | Sp. Floresta           | 7    | 12 | 3  | 1 | 8  | 4  | 11 | -7 |
| 7.º  | Atlanta III            | 0    | 12 | 1  | 0 | 11 | 0  | 2  | -2 |

|  | Clasificado a la final. |

## Zona Sur

### Tabla de posiciones
| Pos. | Equipo                          | Pts. | J  | G  | E | P  | GF | GC | DG  |
| ---- | ------------------------------- | ---- | -- | -- | - | -- | -- | -- | --- |
| 1.º  | Perla del Plata                 | 28   | 16 | 13 | 2 | 1  | 33 | 8  | 25  |
| 2.º  | Independiente III               | 27   | 16 | 12 | 3 | 1  | 16 | 7  | 9   |
| 3.º  | Sarandí                         | 20   | 16 | 8  | 4 | 4  | 14 | 15 | -1  |
| 4.º  | Racing III                      | 18   | 16 | 6  | 4 | 6  | 13 | 11 | 2   |
| 5.º  | Gimnasia y Esgrima La Plata III | 13   | 16 | 6  | 1 | 9  | 10 | 12 | -2  |
| 6.º  | Buenos Aires Central            | 13   | 16 | 6  | 3 | 7  | 9  | 11 | -2  |
| 7.º  | Gerli                           | 10   | 16 | 4  | 2 | 10 | 4  | 18 | -14 |
| 8.º  | La Porteña                      | 7    | 16 | 3  | 1 | 12 | 2  | 12 | -10 |
| 9.º  | Lanús III                       | 6    | 16 | 3  | 2 | 11 | 5  | 11 | -6  |

|  | Clasificado a la final. |

## Final
| 6 de diciembre | Sp. Palermo III | 1:3 | Perla del Plata |  |  |

|                                     |
|                                     |
| Campeón Perla del Plata 1.er título |